# Lac Tousignant
Lac Tousignant är en sjö i Kanada.   Den ligger i regionen Mauricie och provinsen Québec, i den sydöstra delen av landet, 260 km nordost om huvudstaden Ottawa. Lac Tousignant ligger 312 meter över havet. Arean är 3,3 kvadratkilometer. Den sträcker sig 8,0 kilometer i nord-sydlig riktning, och 2,9 kilometer i öst-västlig riktning.
I omgivningarna runt Lac Tousignant växer i huvudsak blandskog. Trakten runt Lac Tousignant är nära nog obefolkad, med mindre än två invånare per kvadratkilometer.